# Carol Lynley
Carol Lynley, született Carole Ann Jones (New York-Manhattan, 1942. február 13. – Pacific Palisades, Kalifornia, 2019. szeptember 3.) amerikai színésznő.

## Filmjei

### Mozifilmek
- The Light in the Forest (1958)
- Holiday for Lovers (1959)
- Blue Denim (1959)
- Hound-Dog Man (1959)
- Return to Peyton Place (1961)
- Az utolsó napnyugta (The Last Sunset) (1961)
- The Stripper (1963)
- Under the Yum Yum Tree (1963)
- The Cardinal (1963)
- The Pleasure Seekers (1964)
- Bunny Lake hiányzik (Bunny Lake Is Missing) (1965)
- A bezárt szoba (The Shuttered Room) (1967)
- Danger Route (1967)
- The Maltese Bippy (1969)
- Norwood (1970)
- A Poszeidon katasztrófa (The Poseidon Adventure) (1972)
- The Four Deuces (1975)
- Bad Georgia Road (1977)
- The Washington Affair (1977)
- Balboa: Gazdagok játszótere (Balboa) (1983)
- Blackout (1988)
- A sötét torony (Dark Tower) (1989)
- Gyilkos démonok (Spirits) (1990)
- Üvöltés 6. – A korcsok (Howling VI: The Freaks) (1991)
- Légypapír (Flypaper) (1999)
- Drowning on Dry Land (1999)
- A Light in the Forest (2003)
- Vic (2006, rövidfilm)

### Tv-filmek
- Shadow on the Land (1968)
- Gyilkosság San Franciscóban (Crosscurrent) (1971)
- The Night Stalker (1972)
- Árvíz (Flood!) (1976)
- Vigyázat, ragadozók! (The Beasts Are on the Streets) (1978)
- A legjobb barátok (Best of Friends) (1981)

### Tv-sorozatok
- Goodyear Television Playhouse (1956, egy epizódban)
- Alfred Hitchcock bemutatja (Alfred Hitchcock Presents) (1957, egy epizódban)
- The Man from U.N.C.L.E. (1967, két epizódban)
- Támadás egy idegen bolygóról (The Invaders) (1967, egy epizódban)
- The Big Valley (1968, egy epizódban)
- It Takes a Thief (1969, egy epizódban)
- Mannix (1971, egy epizódban)
- Night Gallery (1972, egy epizód)
- A bűvész (The Magician) (1974, két epizódban)
- Kojak (1977, egy epizódban)
- Hawaii Five-O (1978, egy epizódban)
- Szerelemhajó (The Love Boat) (1979, egy epizódban)
- Charlie Angyalai (Charlie's Angels) (1980, egy epizódban)
- Fantasy Island (1977–1984, 11 epizódban)
- Meghökkentő mesék (Tales of the Unexpected) (1984, egy epizódban)